# Chi Cồ nốc
Chi Cồ nốc, tên khoa học Curculigo, là một chi thực vật có hoa trong họ Hypoxidaceae. Nó phổ biến rộng khắp khu vực nhiệt đới thuộc châu Á, châu Phi, Australia và châu Mỹ.

## Hình ảnh

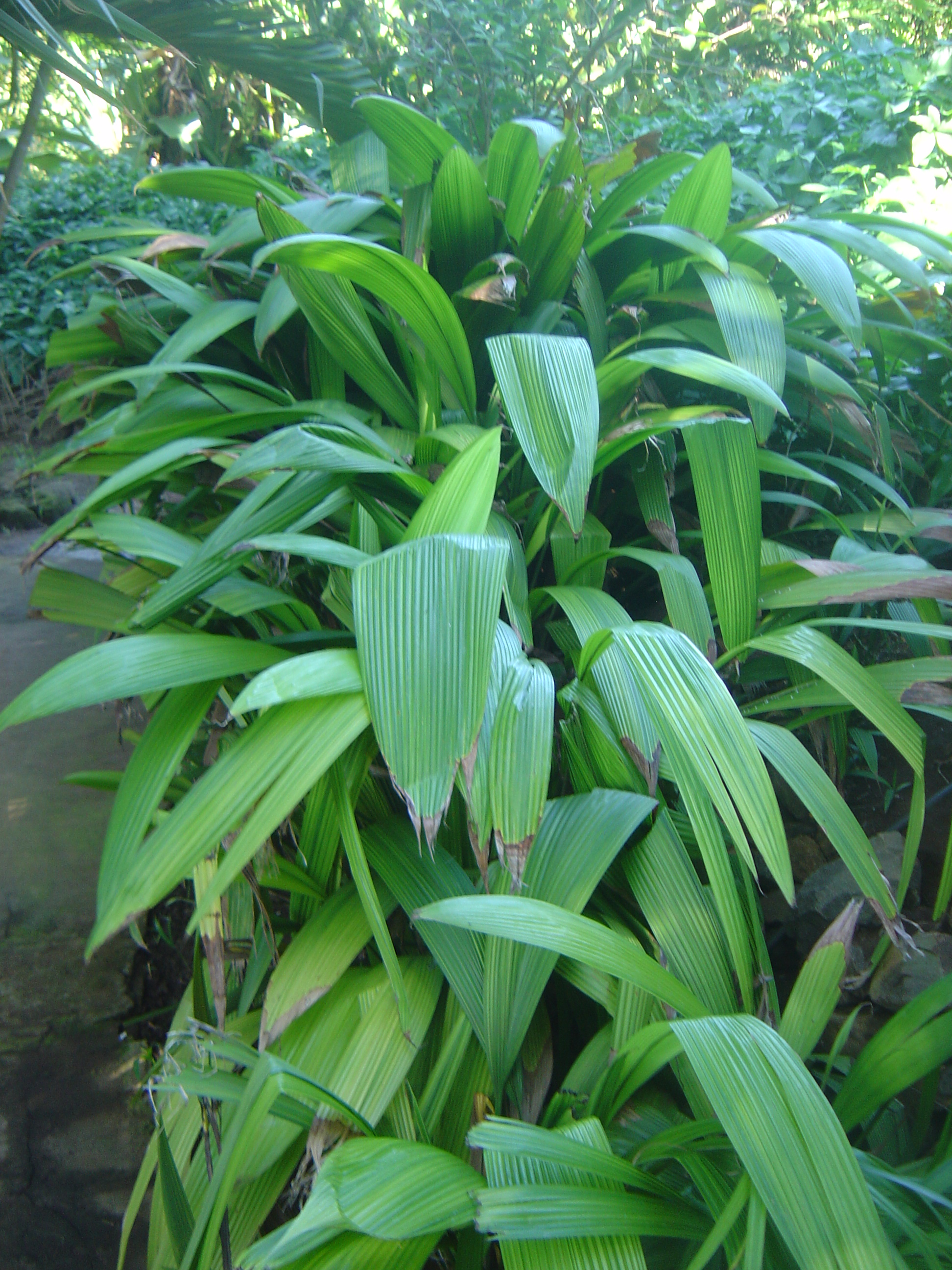
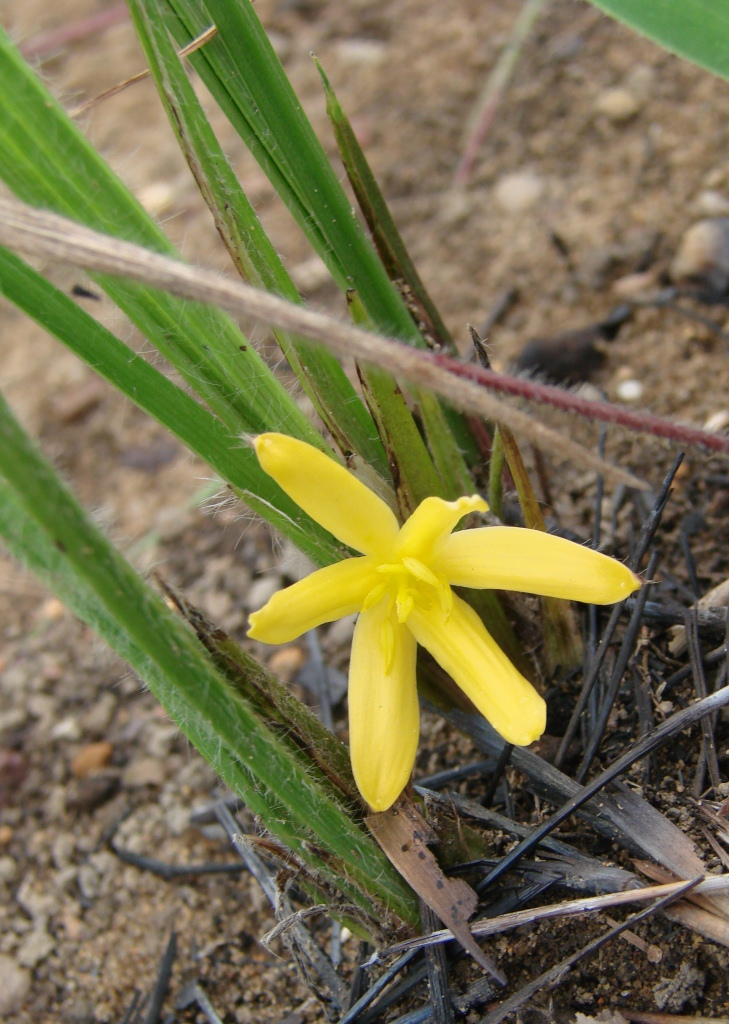
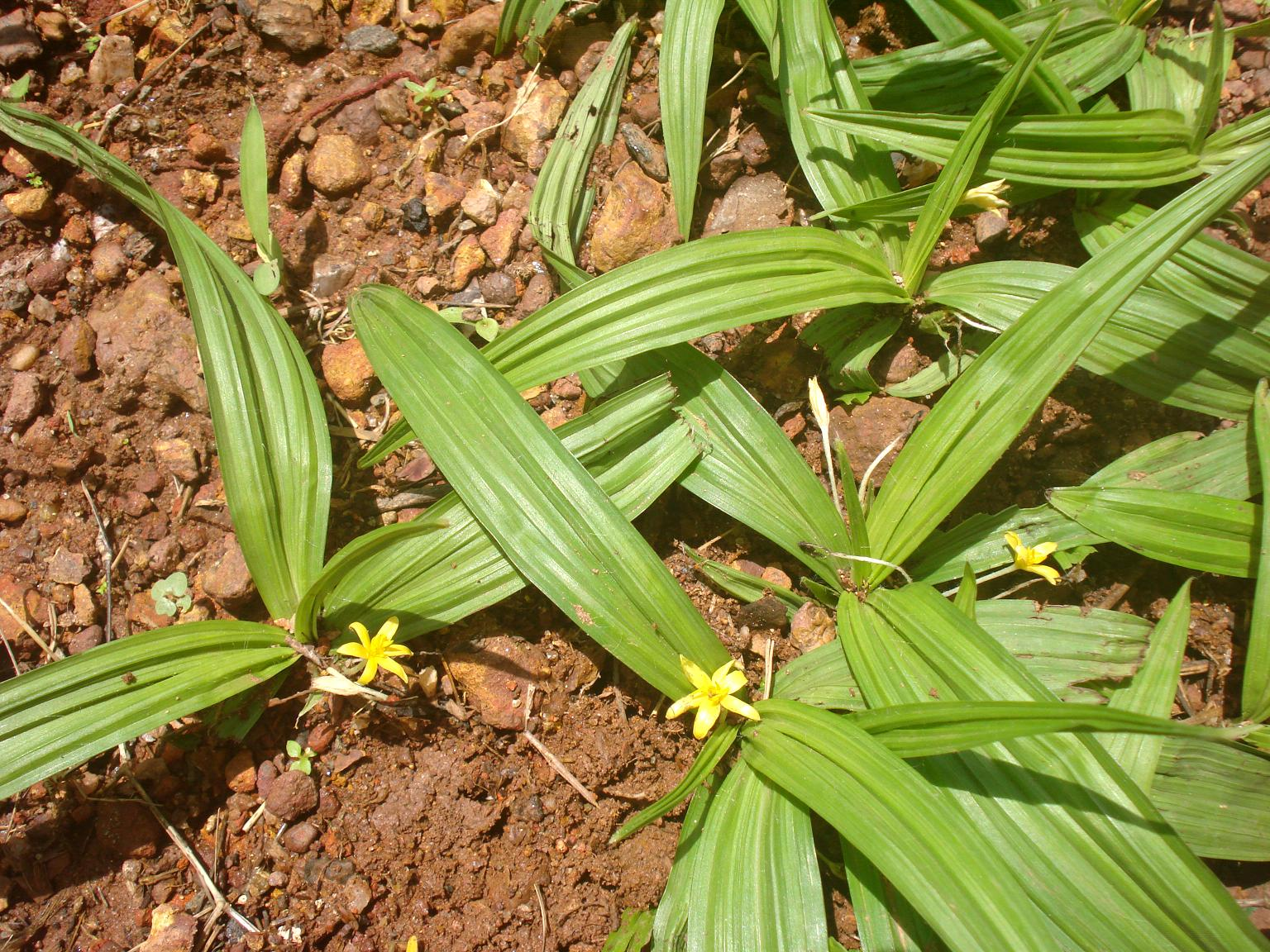
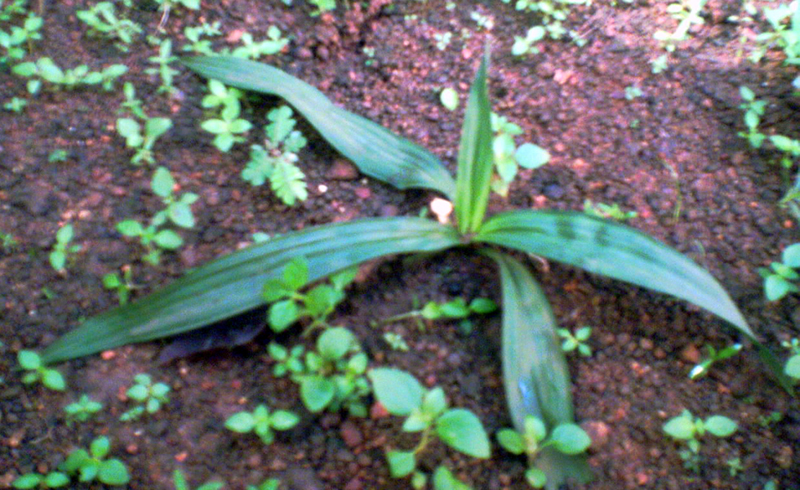

## Danh sách loài
- Curculigo annamitica
- Curculigo breviscapa
- Curculigo conoc
- Curculigo disticha
- Curculigo ensifolia
- Curculigo erecta
- Curculigo maharashtrensis
- Curculigo orchioides
- Curculigo pilosa
- Curculigo racemosa
- Curculigo savantwadiensis
- Curculigo scorzonerifolia
- Curculigo seychellensis
- Curculigo sinensis
- Curculigo tonkinensis